# Gêba
Gêba – rzeka w Afryce Zachodniej. Przepływa przez Gwineę, Senegal i Gwineę Bissau. Liczy 545 km.
Wypływa w Gwinei, w regionie Boke, następnie płynie przez Senegal. Po przekroczeniu Gwinei Bissau, przyjmuje dopływ – Colufe, w mieście Bafata. Po przekroczeniu miasta Bambadinca wpada do Oceanu Atlantyckiego tworząc estuarium, na obszarze którego znajduje się Ilha do Rei.